# حزب حركة الحقوق والحريات
حزب حركة الحقوق والحريات هو حزب وسطي ليبرالي في جمهورية بلغاريا قام أحمد دوغان بتأسيسه في 4 يناير 1990، واعتمد على أصوات الأقليات المسلمة وخاصة الأتراك في بلغاريا. الحزب عضو في الليبرالية الدولية و في تحالف الليبراليين والديمقراطيين من أجل أوروبا.
بدأ الحزب كمنظمة تحت الأرض في 1980 من قبل باسم «حركة الحرية الوطنية التركية».

## هدف التأسيس
تأسس حزب حركة الحقوق والحريات ليمثل مصالح الأقلية التركية ومن بعد ذلك وسعت من أهدافها لتشمل الدفاع عن كل ما يتعلق بالحقوق المدنية في بلغاريا. يهدف الحزب للمساهمة في تعزيز وحدة الشعب البلغاري على قاعدة تساوي الحقوق والواجبات لجميع المواطنين من كافة الخلفيات الدينية والثقافية كما يعمل على تطوير وتعزيز الإجراءات اللازمة لمعالجة المشاكل الاقتصادية التي تواجه الأقليات في بلغاريا. حركة الحقوق والحريات الآن، هي حزب يمثل كل البلغار وتعارض بشدة كافة مظاهر الشوفينية القومية، والانتقام، والتعصب، والتطرف الديني.

## فشل اغتيال مؤسس الحزب
في 19 يناير 2013 قام أوكتاي يني محمدوف -25 عاما- بالصعود على منصة مؤتمر حزب حركة الحقوق والحريات، وصوب مسدسا تجاه رأس دوغان عندما كان يلقي خطابا في المؤتمر، ولكن المسدس كان فارغا.